# Somalarthrocera savanicola
Somalarthrocera savanicola is een keversoort uit de familie van oliekevers (Meloidae). De wetenschappelijke naam van de soort is voor het eerst geldig gepubliceerd in 2008 door Turco & Bologna.